# Adam Bielecki (horolezec)
Adam Radosław Bielecki (* 12. května 1983) je polský horolezec. S lezením začal v 15 letech. Je členem horolezeckého klubu v Krakově. V roce 2000 jako nejmladší člověk v historii zdolal alpským stylem Chan Tengri. Roku 2011 vystoupil na pátou nejvyšší horu světa Makalu, při sestupu utrpěli dva jeho spolulezci vážné omrzliny. O rok později zdolal jako první člověk Gašerbrum I v zimním období. Jeho partnerem př výstupu byl Janusz Golab. Byla to 11, osmitisícovka zdolaná v zimě, z toho druhá v Pákistánu. Golab a Bielecki vystoupili na vrchol ze severozápadu, bez použití umělého kyslíku. Výpravu vedl Artur Hajzer. A v létě roku 2012 dokázal úspěšně vystoupit i na druhou nejvyšší horu světa K2. V červenci 2018 zdolal společně s Felixem Bergem Gašerbrum II.
Horolezectví se věnuje i jeho sestra Agnieszka.
V roce 2022 byl v polském životopisném filmu Broad Peak ztvárněn polským hercem Dawidem Ogrodnikem.

## Úspěšné výstupy na osmitisícovky
- 2011 Makalu (8465 m)
- 2012 Gašerbrum I (8068 m)
- 2012 K2 (8611 m)
- 2013 Broad Peak  (8051 m)
- 2018 Gašerbrum II (8035 m)

## Další úspěšné výstupy
- 1999 Mont Blanc (4808 m)
- 1999 Matterhorn (4478 m)
- 1999 Dufourspitze (4634 m)
- 2000 Chan Tengri (7010 m)
- 2001 Mont Blanc (4808 m)
- 2001 Elbrus (5642 m)
- 2001 Pik Lenina (7134 m)
- 2003 Džengiš Čokusu (7439 m)
- 2004 Mont Blanc (4808 m)
- 2005 Mont Blanc (4808 m)
- 2006 Elbrus (5642 m)
- 2006 Mont Blanc (4808 m)
- 2006 Damávand (5610 m)
- 2007 Elbrus (5642 m)
- 2007 Kilimandžáro (5895 m)
- 2007 Chimborazo (6268 m)
- 2007 Cotopaxi (5897 m)
- 2008 Aconcagua (6961 m)
- 2008 Mont Blanc (4808 m)
- 2008 Džengiš Čokusu (7439 m)
- 2008 Ararat (5137 m)
- 2009 Elbrus (5642 m)
- 2009 Matterhorn (4478 m)
- 2009 Denali (6190 m)
- 2009 Denali (6190 m)
- 2009 Chimborazo (6268 m)
- 2009 Cotopaxi (5897 m)
- 2010 Kilimandžáro (5895 m)
- 2010 Matterhorn (4478 m)
- 2010 Dufourspitze (4634 m)
- 2011 Aconcagua (6961 m)
- 2011 Mont Blanc (4808 m)
- 2011 Kilimandžáro (5895 m)
- 2011 Kilimandžáro (5895 m)